# Culicoides transferrans
Culicoides transferrans är en tvåvingeart som beskrevs av Ortiz 1953. Culicoides transferrans ingår i släktet Culicoides och familjen svidknott. Inga underarter finns listade i Catalogue of Life.